# Tania Gunadi
Tania Gunadi est une actrice américaine d'origine indonésienne née le 29 juillet 1983 à Bandung, en Indonésie.

## Biographie
Tania Gunadi est née le 29 juillet 1983 à Bandung (Indonésie). Elle est apparue dans des films pour la jeunesse produit par Disney tel que La Star Idéale ou Figure Libre. Elle a également fait des apparitions dans des séries telles que Boston Public, Aaron Stone et dans Enlisted (2014).
Elle fait une apparition dans le film Star Trek réalisé par J. J. Abrams en tant que alien Starfleet cadet .
Depuis quelques années, elle est très active dans le doublage de séries animées telles que DC Super Hero Girls en doublant le personnage de Lady Shiva ou Penn Zero: Part-Time Hero avec le personnage de Sashi.

## Filmographie
- 2013 : La Fiancée des neiges (Snow Bride) (TV)
- (2013 - 2014) Enlisted
- (2013) Tempête de boulettes géantes 2 : L’île des miam-nimaux (voix additionnelles dans la version US)
- (2012) MyMusic (Web show)
- (2011) Transformers: Prime (série animée - doublage de Miko Nakadai dans la version US)
- (2011) Zambezia
- (2010) Possessions
- (2009) Star Trek
- (2009) Aaron Stone
- (2005) Folle Funerailles
- (2005) La Magie de l'amour
- (2004) Eulogy
- (2004) La Star Idéale
- (2003) Nudity Required
- (2003) Lock Her Room
- (2002) Boston Public (Saison 3 & 4)
- (2001) A Real Job
- (2000) Sabangga: G.I. Thai Girl
- (2002) Even Stevens